# Brevi amori a Palma di Majorca
Brevi amori a Palma di Majorca è un film del 1959 diretto da Giorgio Bianchi e interpretato, tra gli altri, da Alberto Sordi protagonista in quell'anno di ben dieci pellicole.

## Trama
Anselmo Pandolfini è un anonimo signore in vacanza a Palma di Maiorca. Sebbene sia affetto da una evidente zoppìa Anselmo è pieno di inventiva e di intraprendenza a volte consapevolmente eccessiva. Queste sue qualità gli permettono di conoscere una famosa diva americana Mary Moore che inizialmente mal lo sopporta, di introdursi nel suo entourage vincendole una fortuna a poker e di farle da guardia del corpo per qualche serata. Su questi eventi si intersecano diverse storie d'amore destinate a concludersi con l'arrivo dell'autunno.